# Portugal nos Jogos Olímpicos de Inverno de 2010

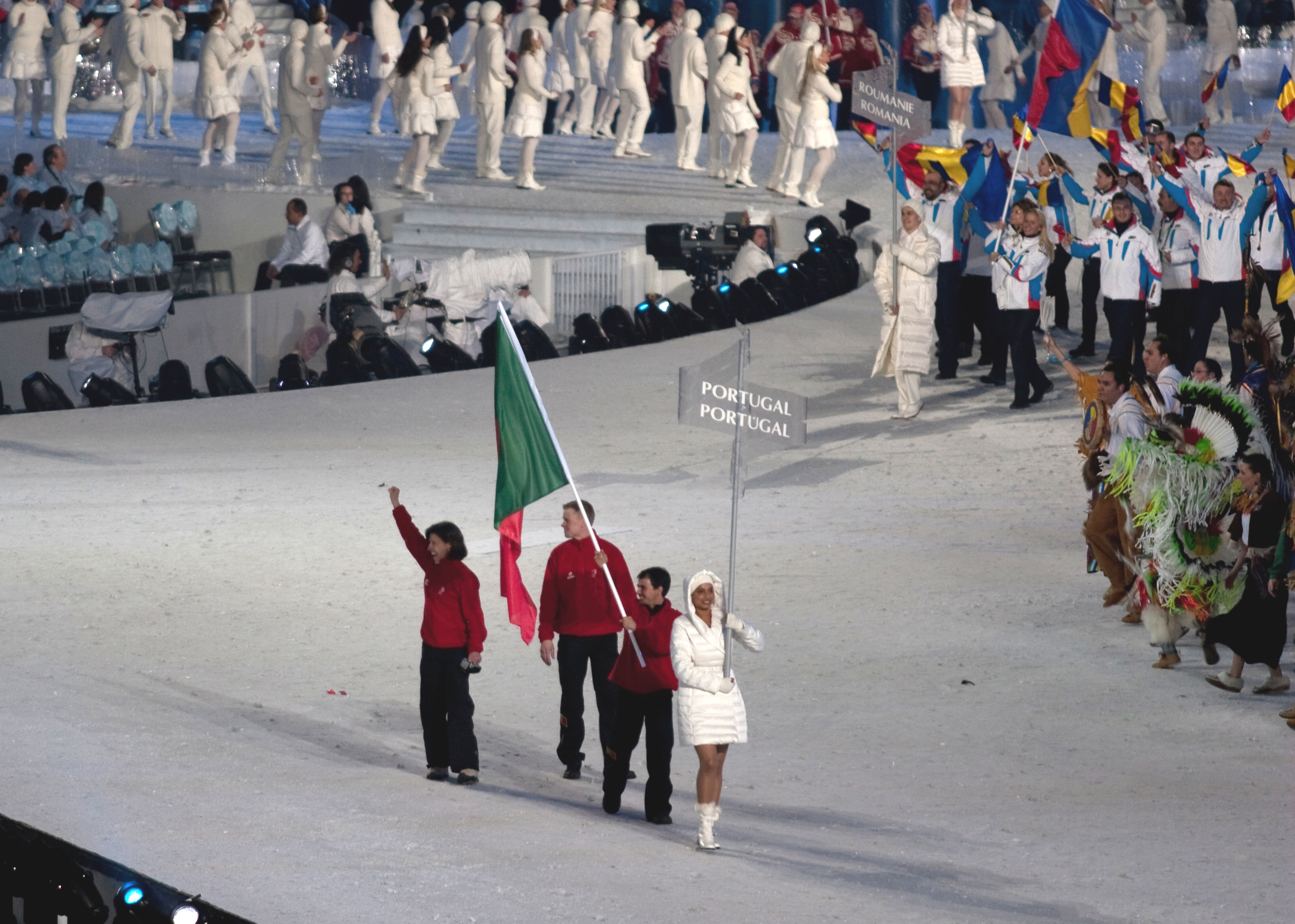
Delegação portuguesa durante a cerimônia de abertura

Portugal participou dos Jogos Olímpicos de Inverno de 2010, realizados em Vancouver, no Canadá, entre os dias 12 e 28 de fevereiro de 2010. Foi a sexta aparição do país nas Olimpíadas de Inverno. A delegação portuguesa consistiu em um único competidor, o esquiador cross-country Danny Silva, o qual encerrou na 95.ª colocação na modalidade 15 km livre masculino.

## Antecedentes
Portugal estreou nas competições olímpicas nos Jogos Olímpicos de Estocolmo em 1912 e participou de todos os Jogos Olímpicos de Verão desde então. A nação fez a sua primeira aparição nos Jogos Olímpicos de Inverno em 1952. Desde então, a participação de Portugal foi esporádica, sendo que o país fez a sua segunda aparição apenas nos Jogos de Inverno de 1988. A nação também participou em 1994, 1998 e 2006, mas não esteve presente nas edições de 1992 e 2002. A delegação enviada por Portugal a Vancouver consistia em um único atleta, o competidor de esqui cross-country Danny Silva. Ele foi escolhido como porta-bandeira tanto para a cerimônia de abertura quanto para a cerimônia de encerramento.

## Esquicross-country
Danny Silva tinha trinta e seis anos de idade na época dos Jogos Olímpicos de Vancouver. Ele já havia representado Portugal nos Jogos Olímpicos de Inverno de 2006. Sua única participação em 2010 foi na modalidade 15 km livre masculino, cuja prova foi realizada em 15 de fevereiro. Ele terminou com um tempo de 49 minutos e 31 segundos, quase 16 minutos atrás do medalhista de ouro. Desta vez, encerrou no 95.º e último lugar entre todos os competidores que participaram da corrida.
| Atleta      | Evento      | Final   | Final   | Final |
| Atleta      | Evento      | Total   | Déficit | Pos.  |
| ----------- | ----------- | ------- | ------- | ----- |
| Danny Silva | 15 km livre | 49:31.4 | 15:55.1 | 95.º  |